# كلينتون كيلي
كلينتون كيلي (بالإسبانية: Clinton Kelly؛ بالإنجليزية: Clinton Kelly) هو صحفي بنمي وأمريكي، ولد في 22 فبراير 1969 في بنما في بنما.

## وصلات خارجية
- الموقع الرسمي
- كلينتون كيلي على موقع IMDb (الإنجليزية)
- كلينتون كيلي على موقع إن إن دي بي (الإنجليزية)
- كلينتون كيلي على موقع قاعدة بيانات الفيلم (الإنجليزية)